# Mekseb Debesay
Mekseb Debesay (* 15. Juni 1991 in Asmara) ist ein eritreischer Radrennfahrer. Bis einschließlich 2019 wurde er viermal afrikanischer Meister im Mannschaftszeitfahren.

## Sportliche Laufbahn
2011 sowie 2012 gewann Mekseb Debesay jeweils eine Etappe der Giro d’Eritrea, 2013 entschied er die Gesamtwertung dieser Rundfahrt für sich. 2014 gewann er eine Etappe der Tour d’Algérie und deren Gesamtwertung sowie das kamerunische Radrennen Grand Prix Chantal Biya. Im selben Jahr wurde er eritreischer Vize-Meister im Einzelzeitfahren. Die Gesamtwertung der UCI Africa Tour 2014 schloss er mit dem ersten Platz ab. 2015 errang er gemeinsam mit Daniel Teklehaimanot, Merhawi Kudus und Natnael Berhane zum ersten Mal den Titel des Afrikameisters im Mannschaftszeitfahren. Er gewann die Tour International de Blida, Criterium International de Sétif, eine Etappe der Tour International de Sétif und zwei Etappen der Tour of Rwanda. 2017 entschied er eine Etappe der Tour de Langkawi für sich und wurde eritreischer Meister im Einzelzeitfahren.
Bis einschließlich 2018 wurde Debesay dreimal afrikanischer Meister im Mannschaftszeitfahren. 2016 wurde er zudem Dritter im Straßenrennen.
2019 wurde Debesay zweifacher Afrikameister, im Straßenrennen sowie mit Yakob Debesay, Sirak Tesfom und Meron Teshome zum vierten Mal im Mannschaftszeitfahren. An dem Tag, an dem er den Titel als afrikanischer Straßenmeister gewann, siegte seine Schwester Mossana im Rennen der Frauen und wurde afrikanische Straßenmeisterin.

## Ehrungen
2014 wurde Mekseb Debesay zu „Afrikas Radsportler des Jahres“ vor dem Südafrikaner Louis Meintjes und seinem Landsmann Natnael Berhane gewählt. Der Preis wurde von einer 21-köpfigen Jury vergeben, zu der auch die Radsportler Chris Froome und Bernard Hinault zählten.

## Erfolge
2011
- eine Etappe Tour of Eritrea

2012
- eine Etappe Tour of Eritrea

2013
- eine Etappe Fenkil Northern Red Sea Challenge
- Gesamtwertung Tour of Eritrea

2014
- Gesamtwertung und eine Etappe Tour d’Algérie
- eine Etappe Tour International de Sétif
- Gesamtwertung und eine Etappe Grand Prix Chantal Biya
- zwei Etappen Tour of Rwanda
- Gesamtwertung UCI Africa Tour

2015
- Afrikameister – Mannschaftszeitfahren (mit Daniel Teklehaimanot, Merhawi Kudus und Natnael Berhane)
- Gesamtwertung und eine Etappe Tour International de Blida
- Criterium International de Sétif
- eine Etappe Tour International de Sétif
- zwei Etappen Tour of Rwanda

2016
- Afrikameister – Mannschaftszeitfahren (mit Elias Afewerki, Tesfom Okubamariam und Amanuel Gebreigzabhier)
- Afrikameisterschaft – Straßenrennen

2017
- eine Etappe Tour de Langkawi
- Eritreischer Meister – Einzelzeitfahren

2018
- Afrikameister – Mannschaftszeitfahren (mit Amanuel Gebreigzabhier, Metkel Eyob und Saymon Musie)

2019
- Afrikameister – Straßenrennen, Mannschaftszeitfahren (mit Yakob Debesay, Sirak Tesfom und Meron Teshome)